# Alejandro Goic (actor)
Alejandro Eduardo Goic Jerez (Santiago, 11 de septiembre de 1957) es un actor, escritor y director de teatro chileno.

## Biografía
Es hijo del médico Alejandro Goic Goic y de Carmen Jerez Horta, y sobrino del exsenador demócratacristiano y artista visual Alberto Jerez Horta. 
Durante su juventud, Goic militó activamente al interior de la Juventud Socialista de Chile y luego en el Partido Socialista. Tras el golpe militar de 1973, fue interrogado y torturado por la DINA. Posteriormente en los años 1980 se exilia en Suecia; mientras vivía en ese país nació su hija.

## Carrera profesional
Su carrera actoral ha abarcado el teatro, el cine y la televisión. En el primer ámbito, ha integrado en numerosas oportunidades el elenco del Teatro Universidad de Chile, participando en montajes como Nuestro pueblo, El hombrecito y El holandés. Ha actuado en películas como Ángeles, Gringuito o La última vuelta, esta última ganadora del Festival Internacional de Cine de Cartagena 2006. En televisión, participó en el guion de la telenovela Hippie, emitida por Canal 13, además de integrar los elencos de producciones como Amor después de la marea, Heredia y Asociados y Vivir con 10.
También ha sido director de teatro, encargado de montar obras como Calígula, El rey de Sodoma, Das Capital, El coordinador, Nadie es profeta en su espejo, Criminal y Antilázaro, esta última escrita por Goic inspirado en obras de Nicanor Parra.
Así mismo, ha sido profesor en diversas escuelas de arte dramático, como la Escuela de Teatro de la Universidad Diego Portales, donde se desempeña en la actualidad.
En 2023 Alejandro Goic asumió como agregado cultural de la Embajada de Chile en Argentina, durante la gestión del embajador Marcelo Díaz Díaz bajo el gobierno del presidente Gabriel Boric Font.

## Cine
| Películas | Películas                                         | Películas          | Películas                     |
| Año       | Título                                            | Rol                | Director                      |
| --------- | ------------------------------------------------- | ------------------ | ----------------------------- |
| 1988      | Ángeles                                           | Miguel             | Tatiana Gaviola               |
| 1997      | Traffic-Santiago                                  |                    | Benjamín Galemiri             |
| 1998      | Gringuito                                         | Jorge              | Sergio Castilla               |
| 1999      | Los Secretos                                      |                    | Fernando Guariniello          |
| 2002      | Pinochet's Children                               | Él mismo           |                               |
| 2004      | Tendida, mirando las estrellas                    | Desiderio          | Andrés Racz                   |
| 2004      | Machuca                                           | Apoderado # 2      | Andrés Wood                   |
| 2005      | Monógamo sucesivo                                 |                    | Pablo Basulto                 |
| 2005      | Amor después de la marea                          | Lorenzo            | Pamela Espinoza               |
| 2005      | La última Luna                                    | Jacobeo            | Miguel Littín                 |
| 2005      | Alberto: ¿Quién sabe cuánto cuesta hacer un ojal? |                    | Ricardo Larraín               |
| 2008      | Mami te amo                                       |                    | Elisa Eliash                  |
| 2009      | La Nana                                           | Mundo Valdés       | Sebastián Silva               |
| 2009      | Dawson. Isla 10                                   | Capitán Salazar    | Miguel Littín                 |
| 2010      | Drama                                             | Padre de Mateo     | Matías Lira                   |
| 2011      | Los 33 de Atacama                                 | Luis Figueroa      | Antonio Recio                 |
| 2012      | Bombal                                            | Jorge Larco        | Marcelo Ferrari               |
| 2012      | Joven y Alocada                                   | Padre de Daniela   | Marialy Rivas                 |
| 2012      | No                                                | Ricardo Lagos      | Pablo Larraín                 |
| 2013      | Gloria                                            | Gabriel            | Sebastián Lelio               |
| 2013      | Carne de perro                                    | Alejandro          | Fernando Guzzoni              |
| 2013      | I Am from Chile                                   | Felipe             | Gonzalo Díaz                  |
| 2013      | Iglú                                              | Marco              | Diego Ruiz                    |
| 2013      | Génesis Nirvana                                   | Jorge              | Alejandro Lagos               |
| 2014      | Los 33                                            | Franklin Lobos     | Patricia Riggen               |
| 2014      | Las cartas secretas de mi madre                   | Ramón              | Peter Gersina                 |
| 2014      | La comodidad en la distancia                      | Daniel             | Jorge Yacoman                 |
| 2015      | El Club                                           | Padre Ortega       | Pablo Larraín                 |
| 2015      | La prima Luce                                     | Detective          | Vincenzo Marra                |
| 2016      | Neruda                                            | Jorge Bellet       | Pablo Larraín                 |
| 2016      | Jesús                                             | Héctor             | Fernando Guzzoni              |
| 2016      | Camaleón                                          | Franco             | Jorge Riquelme                |
| 2016      | Aquí no ha pasado nada                            | Julio              | Alejandro Fernández Almendras |
| 2017      | Una mujer fantástica                              | Doctor             | Sebastián Lelio               |
| 2017      | Una historia necesaria                            | Sergio D'Apollonio | Hernán Caffiero               |
| 2017      | The Sutherland School                             | Reinaldo Lefin     | Iñaki Velásquez               |
| 2017      | Al desierto                                       | Comisario Prieo    | Ulises Rosell                 |
| 2018      | Tarde para morir joven                            | Carlos             | Dominga Sotomayor             |
| 2018      | Hotel Zentai                                      |                    | Leonardo Medel                |
| 2018      | Líbranos del mal                                  | Sacerdote          | Eduardo Rivera                |
| 2019      | Ella es Cristina                                  | Pablo              | Gonzalo Maza                  |
| 2019      | De la noche a la mañana                           | Alessandro         | Manuel Ferrari                |
| 2020      | Nadie sabe que estoy aquí                         | Jacinto            | Gaspar Antillo                |
| 2021      | Un lugar llamado dignidad                         | coronel            | Matías Rojas Valencia         |
| 2022      | 1976                                              | Miguel             | Manuela Martelli              |

## Televisión
Telenovelas
| Cortometrajes | Cortometrajes | Cortometrajes               | Cortometrajes            |
| Año           | Título        | Rol                         | Director                 |
| ------------- | ------------- | --------------------------- | ------------------------ |
| 2018          | Casa Pareada  | Antonio (torturador ex-CNI) | Ronald Pereira Hernández |

| Teleseries | Teleseries               | Teleseries            | Teleseries  | Teleseries |
| Año        | Teleserie                | Rol                   | Canal       |            |
| ---------- | ------------------------ | --------------------- | ----------- | ---------- |
| 2007       | Vivir con 10             | Eduardo "Lalo" Cepeda | Chilevisión |            |
| 2008       | Lola                     | Valentín Urquieta     | Canal 13    |            |
| 2011       | La Doña                  | Juan de la Cruz       | Chilevisión |            |
| 2013       | Secretos en el Jardín    | Carlos "Charlie" Cox  | Canal 13    |            |
| 2017       | Perdona nuestros pecados | Iván Valdeavellano    | Mega        |            |
| 2018       | Casa de muñecos          | Federico Andrade      | Mega        |            |
| 2019       | Juegos de poder          | Alan Covacevich       | Mega        |            |

Series y miniseries
| Series de televisión | Series de televisión                                                                     | Series de televisión | Series de televisión | Series de televisión |
| Año                  | Serie                                                                                    | Rol                  | Canal                |                      |
| -------------------- | ---------------------------------------------------------------------------------------- | -------------------- | -------------------- | -------------------- |
| 1997                 | Las historias de Sussi                                                                   | Álex                 | TVN                  |                      |
| 2005                 | Heredia & Asociados                                                                      |                      | TVN                  |                      |
| 2006                 | Huaquimán y Tolosa                                                                       | Nibaldo González     | Canal 13             |                      |
| 2006                 | JPT: Justicia Para Todos (episodio: "Violencia intrafamiliar")                           |                      | TVN                  |                      |
| 2007                 | Mi primera vez (episodio: "Cristina")                                                    | Padre de Cristina    | TVN                  |                      |
| 2007                 | Mujeres que matan                                                                        |                      | Chilevisión          |                      |
| 2008                 | Los 80                                                                                   | Mario                | Canal 13             |                      |
| 2009                 | Corín Tellado (episodio: "La asistente")                                                 |                      | Chilevisión          |                      |
| 2009                 | Infieles                                                                                 | Pedro Antonio        | Chilevisión          |                      |
| 2010                 | Volver a mí                                                                              | Felipe Cardelli      | Canal 13             |                      |
| 2010                 | Teatro en Chilevisión                                                                    | Carlos               | Chilevisión          |                      |
| 2010                 | Adiós al Séptimo de línea                                                                | Antonio Varas        | Mega                 |                      |
| 2011                 | Divino tesoro                                                                            | Padre de Cristián    | Chilevisión          |                      |
| 2011                 | Prófugos (7 episodios)                                                                   | El Buitre            | HBO                  |                      |
| 2011                 | Los archivos del Cardenal (episodio: "Muerte de Pedregal") (episodio: "Frente a frente") | Jaime Troncoso       | TVN                  |                      |
| 2012                 | El diario secreto de una profesional (2 episodios)                                       | Rodolfo              | TVN                  |                      |
| 2012                 | Solita camino                                                                            | Claudio Andrade      | Mega                 |                      |
| 2013                 | Maldito corazón                                                                          |                      | Chilevisión          |                      |
| 2013                 | Bim Bam Bum                                                                              | René Massif          | TVN                  |                      |
| 2014                 | Lo que callamos las mujeres                                                              | Varios personajes    | Chilevisión          |                      |
| 2015                 | Los años dorados (4 episodios)                                                           | Julio Albornoz       | UCV Televisión       |                      |
| 2016                 | Bala Loca                                                                                | Mauro Murillo        | Chilevisión          |                      |
| 2017                 | 12 días que estremecieron Chile (episodio: "La muerte de Pinochet")                      | César                | Chilevisión          |                      |
| 2017                 | Neruda, la serie                                                                         | Jorge Bellet         | Mega                 |                      |
| 2018                 | Mary & Mike                                                                              | Enrique Subercaseux  | Chilevisión          |                      |
| 2018                 | Martín, el hombre y la leyenda                                                           | Edgardo Valdebenito  | Mega                 |                      |
| 2018                 | La Cacería: Las niñas de Alto Hospicio                                                   | Jaime Guzmán         | Mega                 |                      |
| 2019                 | Berko, el arte de callar                                                                 | Rulfo                | FOX                  |                      |
| 2020                 | La Jauría                                                                                |                      | Amazon               |                      |
| 2020                 | El Presidente                                                                            | Alejandro            | Amazon               |                      |
| 2020                 | Los Carcamales                                                                           | Mariano              | Canal 13             |                      |

## Vídeos musicales
| Año  | Título                        | Artista           | Dirección         |
| ---- | ----------------------------- | ----------------- | ----------------- |
| 2018 | Yo No Sé de Folclor (Chillán) | Vicente Cifuentes | Guillermo Ribbeck |

## Premios
- 2011 - Premios Altazor: Mejor actor de televisión (Volver a mí).
- 2014 - Festival de Cine de Punta del Este: Mejor actor (Carne de perro)
- 2014 - Premio Altazor: Mejor actor de cine (Carne de perro)
- 2014 - Premio APES: Mejor actuación complementaria (Secretos en el jardín)
- 2017 - Premio Caleuche: Mejor actor protagónico en serie - (Bala loca)
- 2018 - Premio Caleuche: Mejor actor protagónico en cine - (Jesús)